# Tetraena applanata
Tetraena applanata är en pockenholtsväxtart som först beskrevs av Van Zyl, och fick sitt nu gällande namn av Beier & Thulin. Tetraena applanata ingår i släktet Tetraena och familjen pockenholtsväxter. Inga underarter finns listade i Catalogue of Life.